# Гаплогіппус
Гаплогіппус (Haplohippus texanus) — вид викопних ссавців родини Коневі (Equidae), що існував в еоцені (42—38 млн років тому). Відомі дві знахідки скам'янілих решток гаплогіппус, що були знайдені в США у штатах Техас та Орегон. Гаплогіппус був тупиковою гілкою коневих і не дав нащадків.